# 弗林特山 (喬治亞州)
弗林特山（英語：Flint Hill）是位於美國喬治亞州塔爾博特縣的一個非建制地區。該地的面積和人口皆未知。

## 地理
弗林特山的座標為32°49′21″N 84°38′41″W / 32.82250°N 84.64472°W，而該地的平均海拔高度為251米（即823英尺）。